# Gwent: The Witcher Card Game
Gwent: The Witcher Card Game (Gwint: Wiedźmińska Gra Karciana) é um jogo eletrônico free-to-play de cartas colecionáveis desenvolvido pela CD Projekt Red para as plataformas Android, IOS e Microsoft Windows. Gwent é derivado do minigame de cartas colecionáveis de mesmo nome que pode ser jogado dentro de The Witcher 3: Wild Hunt, jogo baseado na obra de Andrzej Sapkowski.
O game foi anunciado no dia 13 de junho de 2016 durante a coletiva da Microsoft na E3 e conta com um sistema de Cross-play entre suas plataformas. A versão closed beta foi liberada no dia 25 de outubro de 2016, com acesso gradual à comunidade.
Para participar dessa versão de testes, era necessário se inscrever no site oficial da companhia. Os sorteados recebiam um convite, com acesso integral ao jogo.
O beta público foi liberado em maio de 2017, enquanto que a versão final somente foi lançada em outubro de 2018.
O lançamento oficial, e consequentemente o fim do Beta, foi marcado por uma série de mudanças visuais e de jogabilidade que alteraram profundamente o jogo. A essa reestruturação deu-se o nome de Homecoming.

## Jogabilidade
Gwent é um jogo de cartas de turnos entre dois jogadores, onde cada partida é dividida em uma melhor de três rodadas. Cada jogador deve jogar uma carta por turno de seu baralho. O jogador com mais pontos no seu lado do tabuleiro ao final da rodada, vence a rodada. Vence o jogo o jogador que ganhar duas rodadas primeiro.
As cartas se dividem em cartas de bronze, mais fracas, e cartas de ouro, que normalmente são mais fortes. Cada baralho pode conter, no máximo, uma cópia de uma carta de ouro e até duas cópias de uma carta de bronze.
Além disso, cada baralho deve conter, no mínimo, 25 cartas. Todas as cartas possuem um valor de provisão atribuído. Cada baralho não pode ultrapassar o limite máximo de provisão estabelecido, que pode variar a depender da habilidade do líder escolhido. O limite base é de 150 de provisão, que é acrescido do valor de provisão da habilidade de seu líder, chegando assim ao valor de provisão final.
Os líderes e suas habilidades pertencem a uma das seis facções existentes no jogo, sendo elas Monstros, Skellige, Reinos do Norte, Scoia'tael, Nilfgaard e Sindicato.
Periodicamente são adicionadas expansões, que acrescentam inúmeras novas cartas no jogo. Além do conjunto base, Gwent atualmente conta com as seguintes expansões: Crimson Curse, Novigrad, Iron Judgement e Merchants of Ofir.
Todas as cartas, de alguma forma, são inspiradas em personagens ou acontecimentos do universo de The Witcher.

## Plataformas
Gwent foi lançado em conjunto inicialmente para computadores, XBOX One e Playstation 4, na versão beta, em 25 de outubro de 2016.
Quando o jogo saiu da versão de testes no último trimestre de 2018, a CD PROJEKT RED informou seus planos para lançar Gwent para mobile, mas sem data definida.
No dia 28 de outubro de 2019, o jogo estreou no IOS, sistema operacional da Apple, e está disponível para downloads na App Store.￼￼￼
Em 24 de março de 2020 o game oficialmente chegou ao Android, depois de um período de testes, e se encontra disponível na PlayStore.￼
Como resultado da inclusão do game para smartphones, a desenvolvedora anunciou que iria descontinuar o jogo para os consoles. Segundo sua publicação oficial, o número de plataformas suportadas aumentaria significativamente, o que os motivou a remover o suporte para Xbox One e Playstation 4. O jogo foi oficialmente descontinuado para consoles em 9 de dezembro de 2019. Os jogadores destas plataformas poderão copiar seu progresso para as versões de computador ou mobile até junho de 2020.
No dia 19 de maio, a CD Projekt Red anunciou que o jogo ia chegar ao Steam com cross-play com todas as outras plataformas.